# Chérigné
Chérigné is een gemeente in het Franse departement Deux-Sèvres (regio Nouvelle-Aquitaine) en telt 150 inwoners (1999). De plaats maakt deel uit van het arrondissement Niort.

## Geografie
De oppervlakte van Chérigné bedraagt 8,1 km², de bevolkingsdichtheid is 18,5 inwoners per km².
De onderstaande kaart toont de ligging van Chérigné met de belangrijkste infrastructuur en aangrenzende gemeenten.

## Demografie
Onderstaande figuur toont het verloop van het inwonertal (bron: INSEE-tellingen).